# Transformers (film)
Transformers è un film del 2007 diretto da Michael Bay.
La pellicola è la trasposizione cinematografica live action dei celebri Transformers, che si affianca all'omonimo film d'animazione prodotto nel 1986 e all'omonima serie animata del 1984-87.
Il film è il primo della serie cinematografica e ha avuto 4 sequel: Transformers - La vendetta del Caduto (2009), Transformers 3 (2011), Transformers 4 - L'era dell'estinzione (2014) e Transformers - L'ultimo cavaliere (2017).
Ha come protagonista Shia LaBeouf nel ruolo di Sam Witwicky, un adolescente che viene coinvolto in una guerra tra gli eroici Autobot e i malvagi Decepticon, due fazioni di robot alieni mutaforma. Gli Autobot e i Decepticon cercano entrambi un potente artefatto chiamato AllSpark, per vincere la guerra che ha devastato il loro pianeta natale Cybertron.
Transformers uscì negli Stati Uniti il 3 luglio 2007 e divenne il quinto film di maggior incasso dell'anno, guadagnando oltre 709 milioni di dollari in tutto il mondo. Il film ricevette recensioni contrastanti da parte della critica cinematografica, con elogi verso le sequenze d'azione, gli effetti speciali e gli effetti sonori, ma anche critiche per il tempo sullo schermo di alcuni personaggi e l'uso della pubblicità indiretta.

## Trama
Optimus Prime racconta dell'AllSpark, una fonte di energia a forma di cubo in grado di creare mondi e vita su di essi; due fazioni di esseri senzienti, una votata al bene e l'altra al male, si contendevano il suo potere sul proprio pianeta, che venne poi devastato e consumato. Essi partirono alla sua ricerca nell'universo, che dopo un lungo viaggio si perse, venendo poi localizzato sul pianeta Terra.
Una base militare statunitense in Qatar viene attaccata da un enorme robot camuffato da elicottero militare, che semina caos e distruzione tentando di penetrare la rete informatica militare per hackerare alcuni file segreti, fallendo nel suo intento venendo fermato dai militari. I pochi superstiti all'aggressione, guidati dal capitano Lennox, vengono attaccati nel deserto da un altro robot dalle sembianze di un enorme scorpione meccanico, liberatosi dall'elicottero durante lo scontro alla base militare, dopo il quale viene danneggiato e messo in fuga.
Altrove, Sam Witwicky, uno studente liceale, acquista una vecchia Chevrolet Camaro, che durante una notte inizia a muoversi da sola; credendo che qualcuno la stia rubando, si getta all'inseguimento in bici, e giunto nello scalo merci della città, il ragazzo scopre che la sua auto è in realtà un robot antropomorfo, il quale invia un messaggio ai suoi compagni nello spazio affinché lo raggiungano sulla Terra. Sam racconta tutto alla polizia, ma non viene creduto.
Intanto un robot più piccolo si introduce a bordo dell'Air Force One per impiantare un virus nella rete militare statunitense, così da scoprire la posizione esatta dell'AllSpark, ma i tecnici del Pentagono riescono a disattivare i server. Viene scoperto nella stiva dell'aereo, costretto a un atterraggio di emergenza; fuggito, mostra a un suo compagno, un'autopattuglia, i dati relativi a Sam, che possiede degli occhiali appartenenti al suo trisnonno, necessari alle ricerche dell'AllSpark.
Nel frattempo, al Pentagono, il segretario della difesa Keller fa riunire un gruppo di analisti per cercare di comprendere l'origine degli attacchi in Qatar e all'Air Force One, collegati dallo stesso obiettivo. Una giovane analista, Maggie, è convinta che gli attacchi abbiano natura aliena; copia i dati senza permesso e chiede aiuto a Glen, un hacker suo amico, ma entrambi vengono scoperti e arrestati dall'FBI.
Sam, spaventato ancora una volta dalla sua auto, scappa e si rivolge a una autopattuglia, che però è la stessa dell'Air Force One. Questi interroga ferocemente Sam riguardo agli occhiali del suo trisavolo, ma il ragazzo riesce a scappare e si imbatte casualmente in Mikaela Banes, una sua compagna di classe, con la quale fugge a bordo della Camaro. Dopo un lungo inseguimento, l'auto della polizia li raggiunge, e dopo essersi trasformato, ingaggia un combattimento con l'auto di Sam, trasformatasi anch'essa, che lo sconfigge; quest'ultimo fa la conoscenza dei ragazzi, presentandosi come Bumblebee, parlando attraverso la radio, e subito dopo trasformandosi in una Camaro più moderna.
La sera stessa raggiungono la Terra sotto forma di meteoriti i suoi compagni: Optimus Prime, Jazz, Ratchet e Ironhide, che assimilano veicoli terrestri e si presentano a Sam e Mikaela come Autobot. I robot spiegano ai ragazzi perché Sam è così importante: il suo trisavolo Archibald Witwicky aveva scoperto sotto il ghiaccio dell'Artide il corpo congelato del malvagio Megatron, leader dei Decepticon (nemici degli Autobot), alla ricerca dell'AllSpark sulla Terra, rimasto ibernato sotto la calotta artica da millenni nel tentativo di recuperarlo. Archibald riattivò involontariamente il robot, che riuscì a incidere sugli occhiali dell'uomo le coordinate della posizione dell'AllSpark.
Gli Autobot portano Sam e Mikaela a casa del ragazzo, affinché questi recuperi gli occhiali del trisnonno, quando irrompono in casa gli uomini del Settore 7, un'organizzazione governativa segreta del governo che si occupa di investigare sugli alieni. Gli agenti del Settore 7 arrestano Mikaela, Sam e i suoi genitori, e catturano Bumblebee; Optimus Prime impone agli Autobot di non procurare danno agli umani, lasciando quindi i prigionieri al loro destino.
La squadra del capitano Lennox, tornata dal deserto, viene condotta, insieme a Sam, Mikaela, Maggie e Glen, da Simmons presso la diga di Hoover, sotto la quale si trova la base del Settore 7, dove incontrano il segretario della difesa Keller. Il gruppo scopre che lì sono custoditi sia Megatron, mantenuto in criostasi dal 1935, sia l'AllSpark, che migliaia di anni prima era precipitato in quel luogo: la diga è stata costruita attorno per nasconderne il segreto. Sam riesce a convincere gli uomini del Settore 7 a liberare Bumblebee che, condotto all'AllSpark, lo riduce a un piccolo cubo. Frenzy, nome del Decepticon più piccolo, che ha raggiunto la base e si è rigenerato proprio grazie all'energia dell'AllSpark, hackera la struttura e libera Megatron, indirizzando tutti i Decepticon sulle tracce del Cubo custodito da Bumblebee e dai soldati guidati da Lennox, ai quali si uniscono anche gli altri Autobot, che avevano seguito la mappa incisa sugli occhiali. Optimus affronta Barricade e Bonecrusher, sconfiggendo quest'ultimo. Intanto alla diga Simmons, Keller, Maggie e Glen tentano disperatamente di contattare l'aeronautica per fornire supporto agli Autobot e ai soldati, pur avendo a disposizione mezzi piuttosto vecchi, e nel frattempo affrontano e sconfiggono Frenzy.
Gli Autobot, seguiti dai ragazzi e dai militari, raggiungono un centro abitato, dove incontrano i Decepticon. La battaglia infuria tra le strade cittadine e, all'arrivo di Megatron, che prima uccide Jazz e successivamente sembra avere la meglio su Optimus Prime, la vittoria dei Decepticon sembra sicura. I militari riescono però a uccidere il carro armato Brawl (erroneamente menzionato come "Devastator") con l'aiuto di Bumblebee, nonostante i gravi danni alle gambe a causa di un attacco di Starscream (un F-22), e ad abbattere Blackout (l'elicottero del Qatar), grazie all'intervento dell'aeronautica. In mezzo al caos generale Sam fugge portando con sé il Cubo: il ragazzo vuole consegnare l'AllSpark ai militari affinché lo portino al sicuro in elicottero, ma viene ostacolato dallo stesso Megatron. Optimus Prime, per evitare che il Cubo cada nelle mani del nemico, decide di sacrificarsi per distruggerlo e chiede a Sam di inserirlo nel suo petto per fonderlo con la sua scintilla, fonte della sua energia; Sam, invece, inserisce il Cubo nel petto di Megatron, uccidendolo.
A seguito di questa cruenta battaglia il governo statunitense dispone lo smantellamento del Settore 7 e fa gettare i resti dei robot morti nell'Abisso Laurenziano. Con la distruzione dell'AllSpark gli Autobot non possono ricostruire Cybertron, il loro pianeta di origine, e decidono così di rimanere sulla Terra come guardiani dell'umanità. Optimus Prime invia un messaggio a tutti gli Autobot persi nello spazio, invitandoli a raggiungerlo sulla Terra. 
Durante i Titoli di Coda vengono mostrate due scene: nella prima, possiamo vedere i genitori di Sam che vengono intervistati da un reporter per via di quello che è successo durante la battaglia a Mission City, mentre nella seconda vediamo che Starscream è riuscito a sopravvivere durante la battaglia contro gli Autobot, ed è alla ricerca di un nuovo esercito di Decepticon nella lotta contro gli Autobot.

## Colonna sonora
1. Steve Jablonsky - Arrival to Earth
2. Linkin Park - What I've Done
3. Smashing Pumpkins - Doomsday Clock
4. Disturbed - This Moment
5. Goo Goo Dolls - Before It's Too Late (Sam and Mikaela Theme)
6. The Used - Pretty Handsome Awkward
7. HIM - Passion's Killing Floor
8. Taking Back Sunday - What It Feels Like To Be a Ghost?
9. Styles of Beyond - Second to None
10. Armor for Sleep - End of the World
11. Idiot Pilot - Retina and the Sky
12. Julien-K - Technical Difficulties
13. Mute Math - Transformers Theme
14. Steve Jablonsky - Scorponok

Il brano inedito dei Goo Goo Dolls intitolato Before It's Too Late è stato il primo estratto della compilation. Compare anche in forma diegetica Baby Come Back dei Player.

## Personaggi
- Umani:
  - Sam Witwicky
  - Mikaela Banes
  - Capitano Lennox
  - Agente Simmons
- Autobot:
  - Optimus Prime
  - Bumblebee
  - Jazz
  - Ironhide
  - Ratchet
- Decepticon:
  - Megatron
  - Starscream
  - Barricade
  - Blackout
  - Frenzy
  - Scorponok
  - Bonecrusher
  - Brawl

## Produzione

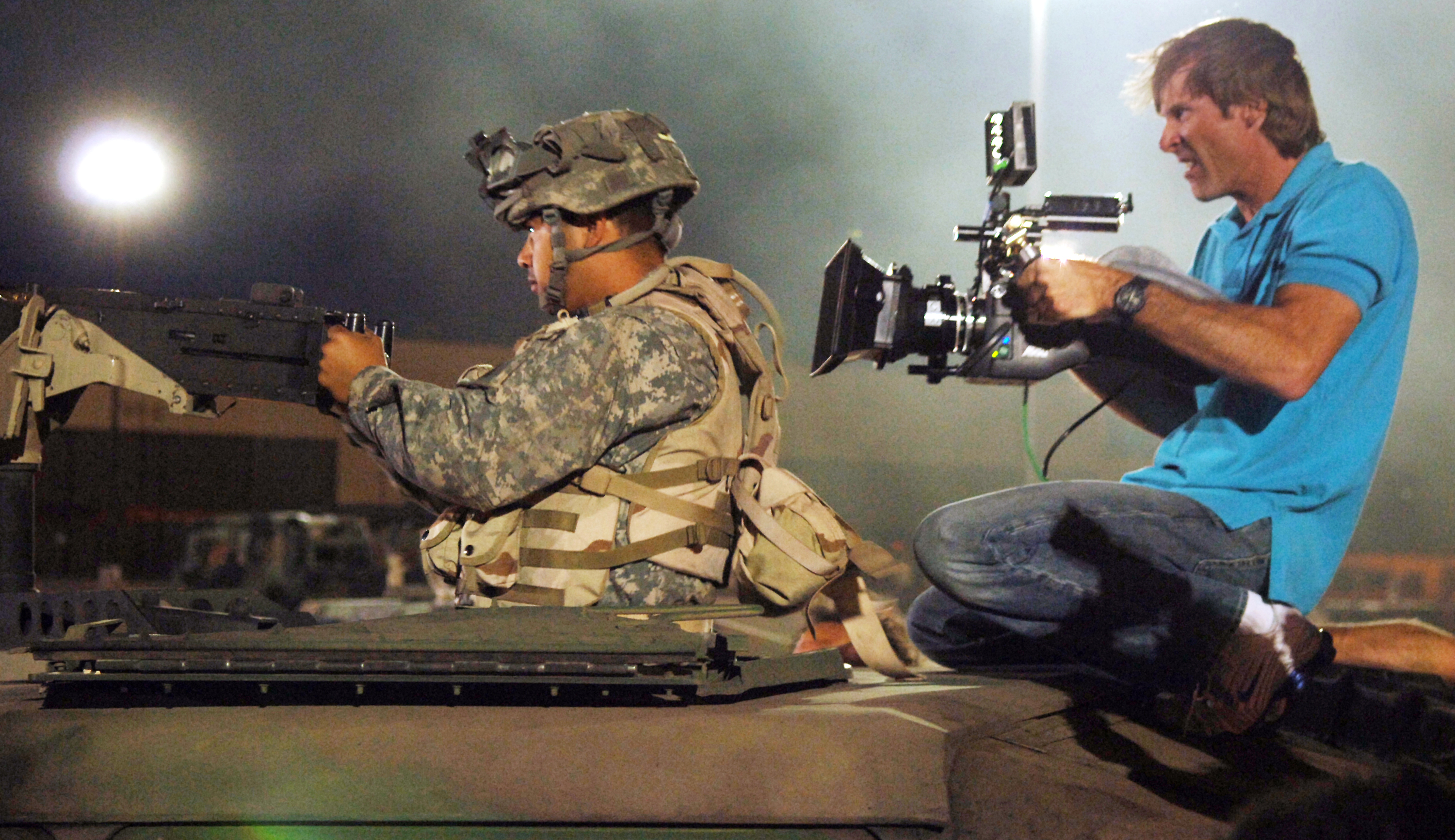
Michael Bay durante le riprese del film

La pre-produzione del film è iniziata a giugno 2005 mentre le riprese del film sono iniziate il 29 maggio 2006 a Los Angeles; molti set esterni sono stati girati tra l'Arizona e il Nuovo Messico mentre gli interni sono stati girati interamente in California negli studi della Universal a Los Angeles, le riprese si sono concluse il 6 novembre 2006. Il primo trailer di annuncio del film iniziò a circolare in rete ad agosto 2006, ancora quando il film era in fase di post produzione; mentre sugli altri canali i trailer sono stati resi disponibili a partire da maggio 2007. Il budget del film è stato di 150000000 $.

## Distribuzione
In Italia il film è stato presentato in anteprima il 21 giugno 2007 al Taormina Film Fest, mentre negli Stati Uniti il film è stato presentato in anteprima il 27 giugno 2007. All'anteprima italiana del film erano presenti la regia e il cast completo del film.
L'uscita nelle sale americane del film, fissata inizialmente al 4 luglio nello stesso giorno della festa dell'Indipendence Day, è stata anticipata al 3 luglio. In Italia il film è uscito il 28 giugno.

### Edizione home video
L'uscita del film in DVD sul mercato italiano è stata il 6 novembre 2007, il film è uscito nelle edizioni disco singolo e disco doppio; lo stesso giorno è stata messa in vendita pure la versione del film ad alta definizione in HD DVD.
Il 26 marzo 2013, invece, è stata pubblicata l'edizione speciale (Deluxe Edition) a 2 dischi, in Blu-Ray Disc.

## Accoglienza

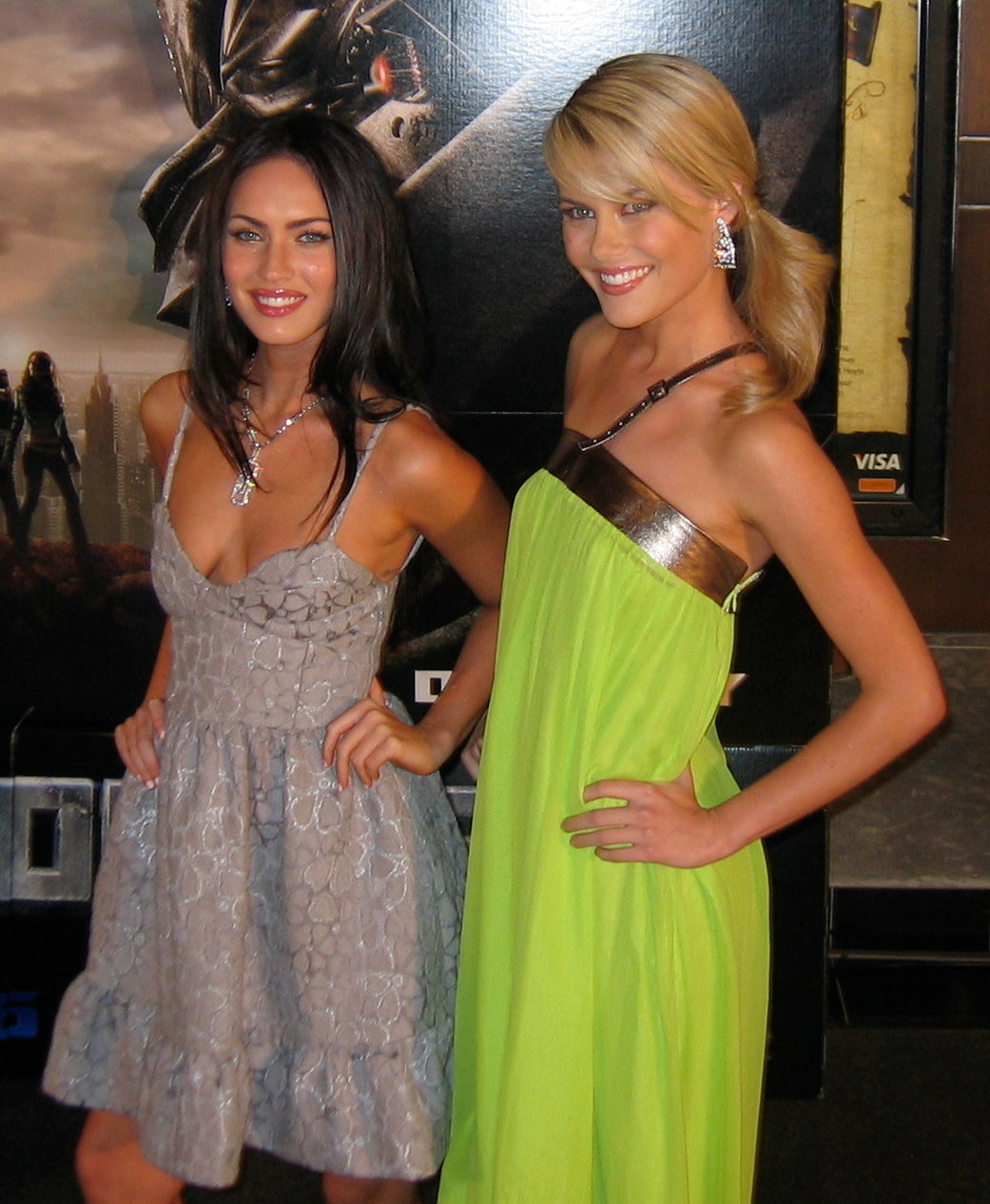
Megan Fox e Rachael Taylor alla première del film a Sydney

### Incassi
Record di incassi per il primo film dedicato alla saga dei giocattoli della Hasbro, infatti ai box office italiani il film di Michael Bay, prodotto da Spielberg, sale in vetta alla classifica dei film più visti della settimana arrivando a quota circa 2623031 € nella prima settimana di programmazione, superando i Fantastici Quattro & Silver Surfer e Ocean's Thirteen. Negli Stati Uniti in sole 28 ore di programmazione il film ha incassato circa 38000000 $ un record per l'Independence Day che fa classificare Transformers al secondo posto dei film che hanno incassato di più nel giorno dell'indipendenza, il primato attualmente è detenuto da Spider-Man 2 che il 4 luglio 2004 incassò circa 88000000 $ in 25 ore dall'uscita nelle sale. Negli USA, nella prima settimana di programmazione, il film ha raggiunto quota 152500000 $.
In Italia nella seconda settimana di programmazione gli incassi sono di 5021895 €.
Alla terza settimana di programmazione il film raggiunge circa 320200000 $ a livello internazionale, mentre negli Stati Uniti incassa circa 222900000 $, in Italia ai box office nella terza settimana di programmazione il film ha un piccolo aumento di incassi che lo porta a circa 6122368 €.
Il film ha incassato a livello internazionale 709709780 $ superando 300 di Zack Snyder, il film è al 5º posto nella classifica dei film più visti del 2007, negli Stati Uniti d'America il film ha incassato circa 319246193 $, mentre nelle sale Italiane il film ha incassato circa 7369181 €, piazzandosi al 22º posto tra i film più visti nella stagione 2006-07.

### Critica
Il film ha avuto un'accoglienza piuttosto tiepida, ma positiva se paragonato ai sequel. Sul sito Rotten Tomatoes il film detiene un 57% di gradimento basato su 218 recensioni professionali, con un voto medio di 5.8/10, mentre su Metacritic un voto di 61/100 su 35 recensioni, risultando così tra i migliori film di Michael Bay (oltre che il film più apprezzato della saga).

## Riconoscimenti
- 2007 – MTV Movie Awards
  - Blockbuster estivo più atteso

- 2008 – Premio Oscar
  - Candidatura per i migliori effetti speciali a Scott Farrar, Scott Benza, Russell Earl e John Frazier
  - Candidatura per il miglior montaggio sonoro a Kevin O'Connell, Greg P. Russell e Peter J. Devlin
  - Candidatura per il miglior sonoro a Kevin O'Connell, Greg P. Russell e Peter J. Devlin

- 2007 – Razzie Awards
  - Candidatura per il peggior attore non protagonista a Jon Voight
- 2008 – MTV Movie Awards
  - Miglior film

- 2008 – Saturn Award
  - Migliori effetti speciali a Scott Farrar, Scott Benza, Russell Earl e John Frazier
  - Candidatura per il miglior film di fantascienza

## Altri media

### Videogioco
Dal film è stato tratto un videogioco dal titolo Transformers: The Game.

### Sequel
Il 25 settembre 2007 fu annunciato un sequel dalla Universal Pictures: Transformers - La vendetta del Caduto, uscito nelle sale il 26 giugno 2009. Il sequel è sempre diretto da Michael Bay, con la presenza rinnovata degli attori Shia LaBeouf, Megan Fox, Josh Duhamel, Tyrese Gibson e John Turturro. Le riprese iniziarono il 2 giugno 2008. In seguito verranno realizzati altri due sequel Transformers 3 e Transformers 4 - L'era dell'estinzione. Il quinto film della saga, Transformers - L'ultimo cavaliere uscito nel 2017. Il sesto film della saga è diventato un prequel dei film di Transformers intitolato Bumblebee uscito nel 2018; il settimo film della saga intitolato Transformers: Face Of Darkness era previsto per il 28 giugno 2019 ma la Paramount ha cancellato il film. Nel gennaio 2020 la Paramount stava lavorando su due diversi film dei Transformers, l'ottavo film a febbraio gli è stato dato come titolo provvisorio Transformers: Beast Alliance che ha come protagonisti i personaggi della serie CGI Beast Wars, ma nel giugno durante un evento la Paramount ha ufficializzato il titolo Transformers - Il risveglio (Transformers: Rise of the Beasts), le riprese sono iniziate il 7 giugno 2021 a Los Angeles, California, il resto delle riprese si dovrebbero girare anche a Machu Picchu in Peru. Il film uscirà il 9 giugno 2023 negli USA.

### Prequel/Spin-off
Nel 2015 la Paramount inizia a pensare a un prequel animato della saga, Transformers One. La storia potrebbe essere ambientata su Cybertron, pianeta d'origine degli Autobot, molto tempo prima che Bumblebee e gli altri atterrassero sulla Terra. Il copione potrebbe essere affidato ai due neoassunti Andrew Barrer e Gabriel Ferrari, che andrebbero ad aggiungersi al team di sceneggiatori guidati da Akiva Goldsman, formato da Robert Kirkman, Art Marcum e Matt Holloway, Zak Penn e Jeff Pinkner.
Nel 2018 viene realizzato un prequel/spin-off del film dal titolo Bumblebee ambientato 20 anni prima, nel 1987, e con unico protagonista alieno l'Autobot Bumblebee. Nel 2023 è uscito il sequel Transformers - Il risveglio.

### Preludio
Il film ha anche un preludio a fumetti. Scritto per la IDW Publishing (la casa editrice americana che detiene i diritti sui fumetti dei Transformers) da Simon Furman (scrittore per eccellenza dei Transformers) e da Chris Ryall (supervisore dei fumetti dei Transformers per la IDW) e disegnato da Don Figueroa (considerato uno dei migliori disegnatori di Transformers moderni), il preludio è diviso in quattro parti, pubblicate in America a partire dal febbraio 2007. In seguito il fumetto è uscito anche in una versione Tradepaperback ed è stato tradotto anche in Italia dalla Panini Comics. Oltre a questo preludio vanno aggiunti i due preludi speciali distribuiti nella catena di negozi Target e il libro "Ghost Of Yesterday".